# マヤ川
マヤ川（マヤがわ、Maya、ロシア語: Майя / Мая、サハ語: Маайа）は、ロシア・シベリア東部のハバロフスク地方からサハ共和国にかけて流れる川である。レナ川水系の一部で、アルダン川の右支流である。10月末から5月にかけて凍結する。アルダン川合流点から500km上流までは航行可能である。最大の支流はユドマ川（Yudoma）。
マヤ川上流の山地で、レナ川水系は太平洋（オホーツク海）に最も接近している。このためマヤ川は、ジュグジュル山脈を越えてオホーツクの港に向かう商人や軍人たちが使う経路となり、シベリアの河川交通の重要な一部となってきた。

## 流路
オホーツク海沿岸を走るジュグジュル山脈北部に源を発する。水源からは山脈に沿って南西へと流れるが、ネリカン（Nelkan）で北西へ向きを変え、アイム（Aim）でさらに北へ向きを変えてサハ共和国へ入る。ウスチ＝マヤでアルダン川へ合流する。

## 生物
ヨーロピアンパーチ(ロシア名：オークニー)やノーザンパイク(ロシア名：シューカ)